# Деяк Михайло Михайлович
Деяк Михайло Михайлович (нар. 14 лютого 1984 року в селі Золотарьово, Закарпатська область) — український художник.

## Біографія
14 лютого 1984 року, народився в селі Золотарьово Хустського району.
Основою творчості автора є враження, у яких тонкі нюанси стану природи перекликаються з його особистими душевними переживаннями.
У чому своєрідність його художнього мислення, живописної манери, стилю?
Ймовірно в тому, що Михайло частіше покладається на підсвідомість, свій емоційний характер. Гострота його вражень передається, головним чином, колірною структурою творів. Мешкає і працює в Києві.
Постійний учасник аукціонів «Goldens» та «Корнерс». Основою творчості автора є враження, в яких тонкі нюанси стану природи перегукуються з його особистими душевними переживаннями. У чому своєрідність його художнього мислення, живописної манери і стилю? Ймовірно в тому, що Михайло частіше покладається на підсвідомість, на емоційний характер. Гострота його вражень передається, головним чином, колірний структурою творів. В особі Михайла Деяка маємо художника впізнаваного, зі своїм унікальним стилем, з великою творчою наснагою, з власною концепцією художнього мислення і творчим обличчям. Це художник з величезним творчим потенціалом у майбутньому. Михайло Деяк перший в Україні, хто почав виробництво олійних фарб. Розробив свою унікальну кольорову палітру, і малює картини своїм власним фарбами, які також купують і інші художники.
З 2010 року Михайло Деяк працює на ексклюзивних умовах з галереєю «Мистецька збірка» в м. Києві. У червні 2011 року галерея «Мистецька збірка» організували пленер по країнах Європи для художника. Результатом цієї поїздки стала чудова серія картин, наповнених враженнями про поїздку. У 2011 році опублікований каталог творчості Михайла Деяка, до якого увійшли всі основні напрями творчості майстра.

## Освіта

Михайло Деяк "Непередбачувані обставини", Київ, 2022 рік.

Михайло Деяк "Непередбачувані обставини", Київ, 2022 рік.

1999—2003 роки — навчався й закінчив Ужгородський коледж мистецтв ім. А.Ерделі.
Займався під керівництвом Народного художника України В. Микити.
З 2003 року — Студент Національної Академії образотворчого мистецтва та архітектури. Пейзажна мастерня професора В.Забашти старший викладач І.Мельничук.

## Основні виставки
2000 рік — «Виставка молодих» галерея «Ужгород» Ужгород, Україна
2002 рік — «Карпати», музей ім. Бакшая. Ужгород України
2002 рік — «Закарпатський живопис», Будапешт, Угорщина
2006 рік — «Весняний вернісаж», галерея «Лавра», Київ України
2006 рік — «Українська та російський живопис 19-20 ст», аукціонний дім «Золотий перетин» галерея «Лавра», Київ, Україна
2007 рік — «Дипломні роботи та творчі напрацювання випускники пейзажної майстерні (1996—2006)», виставковий зал НАОМА, Київ, Україна
2007 рік — «Український живопис 20 ст.», Аукціонний дім «Золотий перетин», галерея «Лавра», Київ, Україна
2008 рік — «Український живопис та графіка 19-20 ст», аукціонний дім «Золотий перетин», галерея «Лавра», Київ, Україна
2008 рік — Галерея «KUMF», м. Торонто, Канада
2009 рік — «Колекційний живопис та ікона», аукціонний дім «Корнерс», аукціон № 11, 19.09.09, м. Київ, Україна
2009 рік — «Колекційний живопис та ікона», аукціонний дім «Корнерс», аукціон № 12, 19.12.09, м. Київ, Україна
2010 рік — «Колекційний живопис та ікона», аукціонний дім «Корнерс», аукціон № 14, 18.09.10, м. Київ, Україна
2011 рік — «Український живопис та графіка XIX—XX ст.», аукціонний дім «Золотий перетин», виставковий центр «М17», м. Київ, Україна
2011 рік — Fine Art Ukraine 2011, Мистецький Арсенал, виставковий стенд галереї «Мистецька збірка», м. Київ, Україна
2012 рік — «Дні України в Китаї», Shanghai Theatre Academy, м. Шанхай, Китай
2012 рік — «Міста світу», галерея «мистецька збірка», м. Київ, Україна
2012 рік — «Колекційний живопис та ікона», аукціонний дім «Корнерс», аукціон № 23 — 22.12.2012, м. Київ, Україна
2013 рік — «Зимець», галерея «Мистецька збірка», Київ, Україна
2013 рік — Передакційна виставка, 11.04.2013, Contemporary Art Day Sale, Аукціонний дім Phillips, Лондон, Велика Британія

## Персональні виставки
2007 рік — Арт-Кафе «Антресоль», Київ, Україна
2008 рік — Галерея «Кобальт», Київ, Україна
2008 рік — «Український живопис», Іспанія, Валенсія
2009 рік — Галерея в «Кобальт», Київ, Україна
2009 рік — Український Культурний Центр, США, Нью-Йорк
2010 рік — Галерея «Кобальт», Київ, Україна
2011 рік — Галерея «Мистецька Збірка», Київ, Україна
2012 рік — ART — Monaco 2012, Monte Carlo, Monaco
2012 рік — Галерея «Мистецька збірка», м. Київ, Україна
2013 рік — Київський національний музей російського мистецтва України, м. Київ, Україна

## Участь у конкурсах
2001 рік-1 місце в конкурсі «Цвіте сакура», Ужгород, Україна
2004—2006 рік — участь у конкурсах на здобуття премії ім. Шаталіна, ім. Пузирькова, і їм. Зорецького, Виставковий зал НАОМА, Київ, Україна

## Колекції
Роботи закуплені Міністерством Культури України (7 робіт), також роботи знаходяться у фондах Національного музею Українського мистецтва. У приватних колекціях України, Росії, Канади та Франції.

## Творчі поїздки
Туреччина, Чехія, Австрія, Франція, Італія та Іспанія.